# Поплавский, Дмитрий Герасимович
Дми́трий Гера́симович Попла́вский (1930—1990) — Герой Социалистического Труда (07.12.1957).
Родился 31 января 1930 г. в селе Мартыновка Суджанского района Центрально-Чернозёмной области (сейчас — Курская область).
После окончания механизаторских курсов работал трактористом и комбайнером Суджанской МТС. В 1957 г., после расформирования МТС, перешёл в колхоз «Родина».
С 1960 г. заведующий механическими мастерскими Суджанского дорожно-строительного управления № 2.
Герой Социалистического Труда (1957).
Делегат XXII съезда КПСС (1961).